# أندي غيمل
أندي غيمل (بالإنجليزية: Andy Gemmell)‏ هو لاعب كرة قدم ومدرب كرة قدم بريطاني في مركز نصف الجناح، ولد في 27 يوليو 1945 في غرينوك في المملكة المتحدة. لعب مع برادفورد سيتي ونادي غرينوك مورتون.